# Uzer (Ardèche)
Uzer ist eine französische Gemeinde mit 418 Einwohnern (Stand 1. Januar 2022) im Département Ardèche in der Region Auvergne-Rhône-Alpes. 

## Geografie
Uzer liegt in Südfrankreich an der Ligne und der Lande, einem Nebenfluss der Ligne, etwa 31 Kilometer südwestlich von Privas und 3,7 Kilometer südöstlich von Largentière auf einer mittleren Höhe von 233 m. Die Mairie steht auf einer Höhe von 160 m. Nachbargemeinden von Uzer sind Vinezac im Norden, Saint-Maurice-d’Ardèche im Nordosten, Balazuc im Osten und Laurac-en-Vivarais im Südwesten. Das Gemeindegebiet hat eine Fläche von 350 Hektar.
Die Gemeinde ist einer Klimazone des Typs Cfb (nach Köppen und Geiger) zugeordnet: Warmgemäßigtes Regenklima (C), vollfeucht (f), wärmster Monat unter 22 °C, mindestens vier Monate über 10 °C (b). Es herrscht Seeklima mit gemäßigtem Sommer.

## Bevölkerungsentwicklung
| Jahr                       | 1962 | 1968 | 1975 | 1982 | 1990 | 1999 | 2011 | 2019 |
| Einwohner                  | 259  | 274  | 305  | 337  | 368  | 336  | 442  | 412  |
| Quellen: Cassini und INSEE |      |      |      |      |      |      |      |      |

## Kultur und Sehenswürdigkeiten
Uzer gehört zur römisch-katholischen Gemeinschaft Laurac, die Teil der Pfarrei Saint Joseph au Pays de Ligne des Bistums Viviers ist. In der 1826 erbauten Kirche Saint-Pierre, die dem Apostel Simon Petrus geweiht ist, befindet sich ein vergoldetes Kreuz einer katholischen Bruderschaft aus dem 19. Jahrhundert, das 1974 in das Zusatzverzeichnis der historischen Denkmale eingetragen wurde.

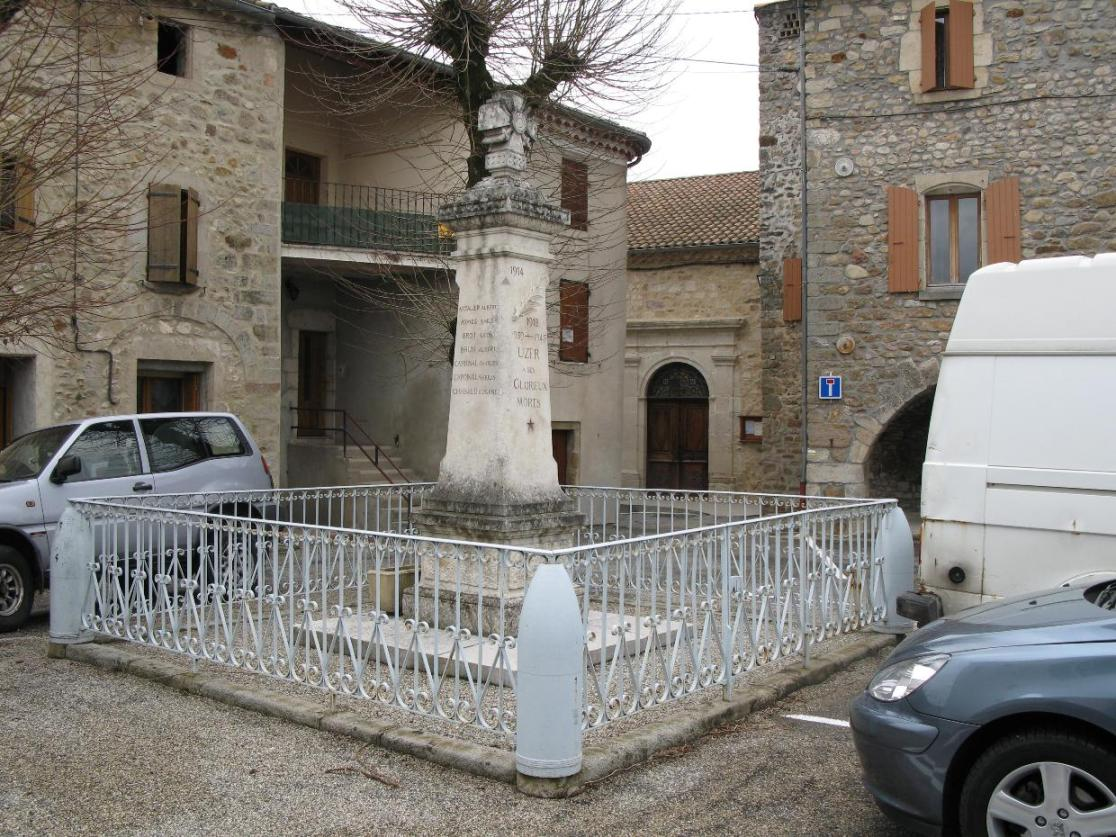
Gefallenendenkmal in Uzer

## Wirtschaft
Auf dem Gemeindegebiet gelten kontrollierte Herkunftsbezeichnungen (AOC) für Picodon-Käse sowie geschützte geographische Angaben (IGP) für Dauerwurst (Saucisson de l’Ardèche) und Wein (Ardèche, Comtés Rhodaniens und Méditerranée).